# Aaron Herrera
Aaron Joseph Herrera (* 6. června 1997) je guatemalský profesionální fotbalista, který hraje na pozici obránce za americký klub D.C. United. Narodil se ve Spojených státech, ale hraje za guatemalský národní tým.

## Mládežnická kariéra
Herrera hrál tři roky vysokoškolský fotbal na University of New Mexico mezi lety 2015 a 2017, kdy dal 7 gólů a zapsal 8 asistencí ve 54 zápasech.
Herrera také hrál za tým FC Tucson v USL League Two v letech 2016 a 2017.

## Klubová kariéra
Dne 15. prosince 2017 podepsal Herrera smlouvu s Real Salt Lake v Major League Soccer.
Dne 21. prosince 2022 byl Herrera vyměněn do CF Montréal za 500 000 dolarů.
Dne 12. prosince 2023 získal klub D.C. United Herreru z Montréalu výměnou za brazilského obránce Ruana a 500 000 dolarů. Během své první sezony v klubu byl Herrera jmenován do All-Star týmu MLS 2024.

## Reprezentační kariéra

### Spojené státy
Na mezinárodní úrovni reprezentoval Herrera Spojené státy U20. V lednu 2021 odehrál Herrera jeden zápas za seniorskou reprezentaci Spojených států v přátelském utkání, ve kterém USA zvítězily nad Trinidadem a Tobagem 7:0.
Byl jmenován do finálního dvacetičlenného kádru Spojených států U23 pro kvalifikaci na letní olympijský turnaj ve fotbale 2020 v březnu 2021.

### Guatemala
V červnu 2023 byl Herrera zařazen do předběžného výběru Guatemaly před Zlatým pohárem CONCACAF 2023. Svůj debut za Guatemalu si odbyl 15. června v přátelském zápase proti Kostarice.

## Osobní život
Herrera se narodil ve Spojených státech otci z Guatemaly Diegu Herrerovi a matce Američance Donni Herrerové.

## Statistiky

### Klubové
Platí k zápasu hranému 10. května 2025.
| Klub              | Sezóna            | Liga                 | Liga   | Liga | Národní pohár | Národní pohár | Kontinentální | Kontinentální | Ostatní | Ostatní | Celkově | Celkově |
| Klub              | Sezóna            | Soutěž               | Zápasy | Góly | Zápasy        | Góly          | Zápasy        | Góly          | Zápasy  | Góly    | Zápasy  | Góly    |
| ----------------- | ----------------- | -------------------- | ------ | ---- | ------------- | ------------- | ------------- | ------------- | ------- | ------- | ------- | ------- |
| Real Monarchs     | 2018              | United Soccer League | 5      | 0    | —             | —             | —             | —             | —       | —       | 5       | 0       |
| Real Salt Lake    | 2018              | Major League Soccer  | 16     | 0    | 1             | 0             | —             | —             | 3       | 0       | 20      | 0       |
| Real Salt Lake    | 2019              | Major League Soccer  | 32     | 0    | —             | —             | 1             | 0             | 2       | 0       | 35      | 0       |
| Real Salt Lake    | 2020              | Major League Soccer  | 20     | 0    | —             | —             | —             | —             | 1       | 0       | 21      | 0       |
| Real Salt Lake    | 2021              | Major League Soccer  | 29     | 1    | —             | —             | —             | —             | 3       | 0       | 32      | 1       |
| Real Salt Lake    | 2022              | Major League Soccer  | 27     | 0    | —             | —             | —             | —             | —       | —       | 27      | 0       |
| Real Salt Lake    | Celkově           | Celkově              | 124    | 1    | 1             | 0             | 1             | 0             | 9       | 0       | 135     | 1       |
| CF Montréal       | 2023              | Major League Soccer  | 19     | 0    | 2             | 0             | 2             | 0             | —       | —       | 23      | 0       |
| D.C. United       | 2024              | Major League Soccer  | 30     | 1    | 0             | 0             | 3             | 0             | —       | —       | 33      | 1       |
| D.C. United       | 2025              | Major League Soccer  | 12     | 0    | 1             | 0             | —             | —             | —       | —       | 13      | 0       |
| D.C. United       | Celkově           | Celkově              | 42     | 1    | 1             | 0             | 3             | 0             | 0       | 0       | 46      | 1       |
| Celkově v kariéře | Celkově v kariéře | Celkově v kariéře    | 190    | 2    | 4             | 0             | 6             | 0             | 9       | 0       | 209     | 2       |

### Reprezentační
Platí k zápasu hranému 15. října 2024.
| Národní tým       | Rok               | Zápasy | Góly |
| ----------------- | ----------------- | ------ | ---- |
| Spojené státy     | 2021              | 1      | 0    |
| Spojené státy     | Celkově           | 1      | 0    |
| Guatemala         | 2023              | 6      | 0    |
| Guatemala         | 2024              | 6      | 0    |
| Guatemala         | Celkově           | 12     | 0    |
| Celkově v kariéře | Celkově v kariéře | 13     | 0    |

## Úspěchy
Spojené státy U20
- Mistrovství CONCACAF ve fotbale hráčů do 20 let: 2017

Individuální
- MLS All-Star: 2024